# 九龍巴士13K線
九龍巴士13K線是香港一條已停駛的九龍區巴士路線。

## 歷史
- 1995年3月19日：5K線取消，13A線更改為13K線，來往九龍車站及上秀茂坪。
- 1997年6月22日：編號由「13K」改為「11X」，並修改走線。

## 行車資料

### 行車路線
- 九龍車站開途經：暢運道，安運道，暢運道，機利士南路，蕪湖街，馬頭圍道，新柳街，漆咸道北，馬頭涌道，太子道東，觀塘道，協和街，秀茂坪道，秀明道，曉光街

- 上秀茂坪開途經：曉光街，秀明道，秀茂坪道，協和街，觀塘道，太子道東，馬頭涌道，馬頭圍道，浙江街，土瓜灣道，馬頭圍道，蕪湖街，大沽街，寶其利街，明安街，必嘉街，機利士南路，暢運道